# Alfons Olszewski

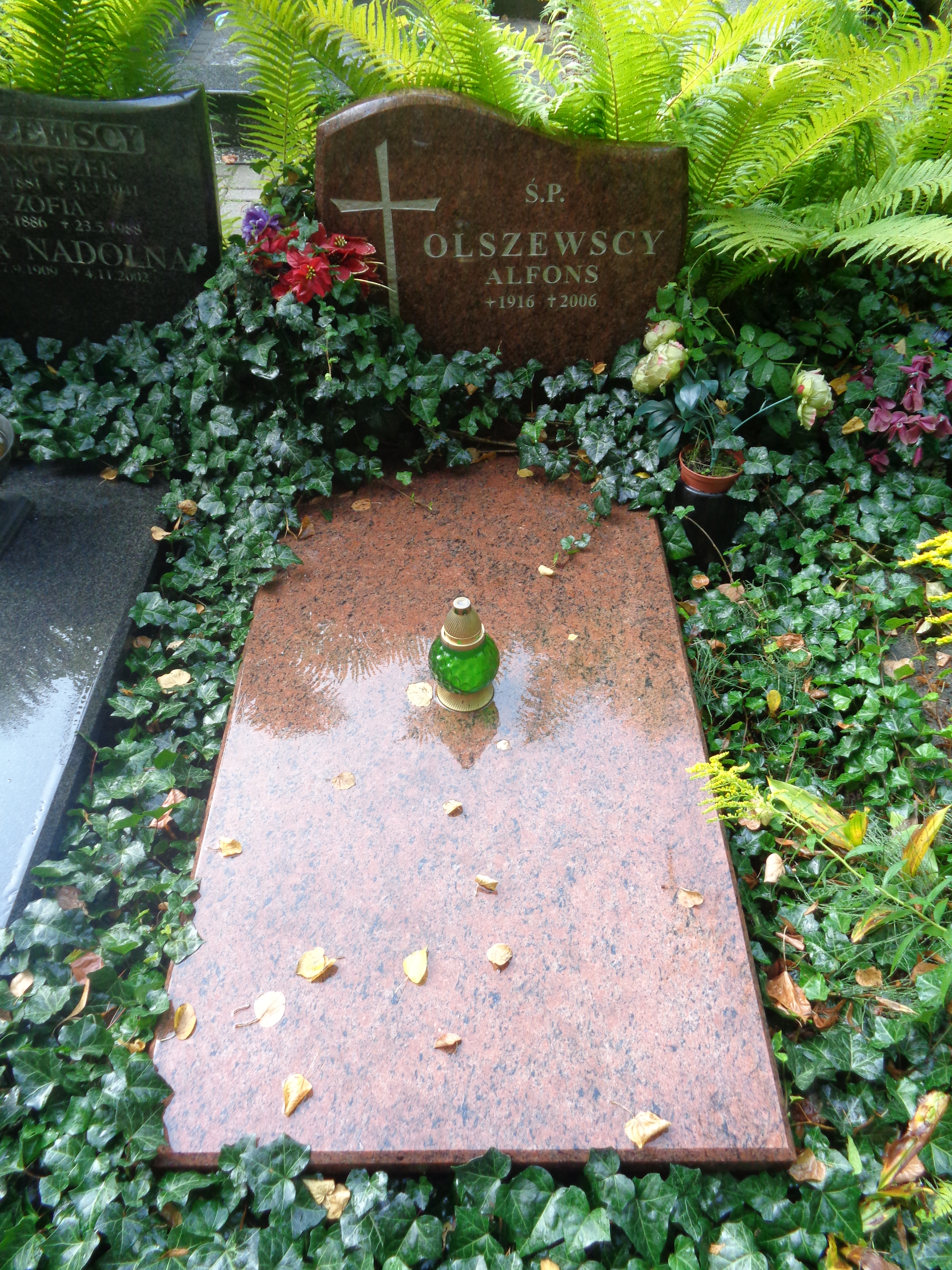
Grób Alfonsa Olszewskiego na Cmentarzu katolickim w Sopocie

Alfons Olszewski (ur. 5 kwietnia 1916 w Gdańsku, zm. 12 lipca 2006 w Sopocie) – polski żeglarz i żeglarz lodowy. Olimpijczyk z Berlina (1936).

## Życiorys
Był synem Franciszka i Zofii Kozłowskiej. W 1937 ukończył Gimnazjum Polskie w Gdańsku. Reprezentował jako sportowiec I Gdańską Morską Drużynę Harcerską oraz AZS Warszawa, gdzie był jednym z pierwszych żeglarzy. W 1936 roku na igrzyskach olimpijskich startował w klasie 6 metrów (jacht „Danuta”) zajmując 11. miejsce (oprócz niego w skład załogi wchodzili Juliusz Sieradzki, Józef Szajba oraz bracia Janusz i Stanisław Zalewscy. W 1937 był mistrzem Polski w jolkach olimpijskich, w tym samym roku wraz z Kazimierzem Samuelsonem wygrał mistrzostwa Pomorza w zawodach Pomorskiego Tygodnia Sportu Zimowych na Jeziorze Charzykowskim.
Po zakończeniu wojny zaangażował się w działania na rzecz reaktywacji żeglarstwa na Pomorzu, był m.in. zastępcą kapitana sportowego Polskiego Klubu Morskiego w Gdańsku. Mieszkał w Sopocie.